# Anisus calculiformis
Anisus calculiformis е вид коремоного от семейство Planorbidae.

## Разпространение
Видът е разпространен в Чехия, Полша, Словакия и на Британските острови.